# Vierkampf (Turnen)
Der Vierkampf ist eine Mehrkampfdisziplin im Gerätturnen der Frauen.

## Ablauf
Geturnt wird jeweils eine Kür an folgenden Geräten: Boden, Schwebebalken, Sprung und Stufenbarren. Die einzelnen Übungsteile werden von den anwesenden Kampfrichtern nach dem jeweiligen Schwierigkeitsgrad bewertet. Den einfachen A-Teilen folgen die mittelschweren B-Teile. C-Teile gelten als höhere Schwierigkeit. D-Teile werden bei Erfolg hoch und E-Teile als sehr hoch eingeschätzt und bewertet.

## Olympische Spiele
Der Vierkampf löste 1996 den Olympischen Achtkampf ab, in dem an den gleichen Geräten Pflicht und Kür geturnt wurden.

### Olympiasiegerinnen im Vierkampf
- 1996:  Lilija Podkopajewa
- 2000:  Simona Amânar
- 2004:  Carly Patterson
- 2008:  Nastia Liukin
- 2012:  Gabrielle Douglas
- 2016:  Simone Biles
- 2020:  Sunisa Lee
- 2024:  Simone Biles